# 산갈치과
산갈치과(Regalecidae)는 이악어목에 속하는 조기어류과의 하나이다. 대형 어류이며 깊은 바다에서 산다. 몸 형태는 갈치와 비슷하며 은색 바탕에 검은 무늬가 있고 몸길이는 3~8m이다. 대한민국과 일본을 포함한 태평양, 대서양, 인도양에서 발견된다. 리본이악어(Regalecus glesne)와 산갈치(Regalecus russellii) 등 2속 4종을 포함하고 있다.

## 하위 속
산갈치과는 2속 4종으로 나눈다.
- Agrostichthys
- Regalecus